# ويكيبيديا الإستونية
ويكيبيديا الإستونية (بالإستونية: Eestikeelne Vikipeedia)‏ هي النسخة الإستونية من موسوعة ويكيبيديا. أطقلت في 24 يوليو 2002، وفي يونيو 2009 أصبح لديها أكثر من 161,000 مقالة.
في 7 ديسمبر 2008، كان أندريس لور الإستوني واحدًا من خمسة عشر فردًا اعترف بهم للعمل التطوعي في إستونيا لعام 2008. في عام 2013 حصل على وسام النجمة البيضاء لمساهماته في ويكيبيديا. أقيمت مسابقة المقال الأولى في ربيع 2009 وأول مسابقة للتصوير في صيف 2010. ومنذ ذلك الحين انتشرت هذه الأنواع من المسابقات في ويكيبيديا الإستونية.[بحاجة لمصدر]
اعتبارًا من فبراير 2021، كانت ويكيبيديا الإستونية أكثر ويكيبيديا زيارةً في إستونيا. قبل ويكيبيديا الروسية وويكيبيديا الإنجليزية.

## الإحصائيات
اعتبارًا من أغسطس 2012، كانت تمتلك ويكيبيديا الإستونية ثالث أكبر عدد من المقالات لكل متحدث بأكثر من 100000 مقالة، وتحتل المرتبة العاشرة بشكل عام. استندت هذه الأرقام إلى تقديرات إثنولوج عدد متحدثي الإستونية بـ 1,048,660 متحدثًا.
اعتبارًا من أغسطس 2012، كانت تمثل عدد مقالات ويكيبيديا الإستونية ما يقرب من 23 ٪ من جميع المقالات المكتوبة بلغات فينية بيرمية، مما يجعلها ثاني أكبر طبعة في الأسرة بعد الفنلندية، والتي تمثل 70٪ من مقالات الفينية البيرمية.
تحتوي ويكيبيديا الإستونية على نسبة عالية نسبيًا من المسؤولين لكل مستخدم نشط منتظم (أكثر من 9٪) مقارنة بـ ويكيبيديا الفنلندية، حيث 2.5٪ فقط من المستخدمين النشطين هم مشرفون.
| عدد المستخدمين المسجلين | عدد المستخدمين النشيطين | عدد المقالات | صفحات المحتوى | عدد التعديلات | عدد الملفات المرفوعة | عدد الإداريين |
| ----------------------- | ----------------------- | ------------ | ------------- | ------------- | -------------------- | ------------- |
| 205٬636                 | 700                     | 252٬412      | 593٬813       | 6٬872٬625     | 662                  | 34            |

| عدد المقالات | التاريخ        |
| ------------ | -------------- |
| 100          | ديسمبر 2002    |
| 500          | سبتمبر 2003    |
| 1,000        | أكتوبر 2003    |
| 5,000        | يوليو 2004     |
| 10,000       | 15 مايو 2005   |
| 15,000       | 12 فبراير 2006 |
| 20,000       | 22 يوليو 2006  |
| 25,000       | 30 أكتوبر 2006 |
| 30,000       | 1 فبراير 2007  |
| 35,000       | 12 مايو 2007   |
| 40,000       | 30 أغسطس 2007  |
| 45,000       | 23 يناير 2008  |
| 50,000       | 4 June 2008    |
| 55,000       | 19 أكتوبر 2008 |
| 60,000       | 21 فبراير 2009 |
| 65,000       | 15 يوليو 2009  |
| 70,000       | 15 ديسمبر 2009 |
| 75,000       | 18 مايو 2010   |
| 80,000       | 30 نوفمبر 2010 |
| 85,000       | 1 يونيو 2011   |
| 90,000       | 12 نوفمبر 2011 |
| 95,000       | 30 مارس 2012   |
| 100,000      | 25 أغسطس 2012  |
| 105,000      | 6 يناير 2013   |
| 110,000      | 22 أبريل 2013  |
| 115,000      | 7 سبتمبر 2013  |
| 120,000      | 23 يناير 2014  |
| 200,000      | 12 أغسطس 2019  |

## المجتمع
| بلد التعديلات 28 فبراير- يناير 2012 المصدر | بلد التعديلات 28 فبراير- يناير 2012 المصدر | بلد التعديلات 28 فبراير- يناير 2012 المصدر | بلد التعديلات 28 فبراير- يناير 2012 المصدر | بلد التعديلات 28 فبراير- يناير 2012 المصدر |
| ------------------------------------------ | ------------------------------------------ | ------------------------------------------ | ------------------------------------------ | ------------------------------------------ |
|                                            |                                            |                                            |                                            |                                            |
| إستونيا                                    | إستونيا                                    |                                            | 89.7%                                      | 89.7%                                      |
| السويد                                     | السويد                                     |                                            | 2.7%                                       | 2.7%                                       |
| فرنسا                                      | فرنسا                                      |                                            | 2.1%                                       | 2.1%                                       |
| أوكرانيا                                   | أوكرانيا                                   |                                            | 1.4%                                       | 1.4%                                       |
| الولايات المتحدة                           | الولايات المتحدة                           |                                            | 1.4%                                       | 1.4%                                       |
| لاتفيا                                     | لاتفيا                                     |                                            | 0.7%                                       | 0.7%                                       |
| إسبانيا                                    | إسبانيا                                    |                                            | 0.7%                                       | 0.7%                                       |
| فنلندا                                     | فنلندا                                     |                                            | 0.7%                                       | 0.7%                                       |
| الدنمارك                                   | الدنمارك                                   |                                            | 0.7%                                       | 0.7%                                       |

عُقد الاجتماع الأول للويكيبيديين المحليين في عام 2007. تأسس فرع ويكيميديا الإستوني المسمى ويكيميديا إستونيا في عام 2010 لدعم ويكيبيديا الإستونية.

## معرض صور

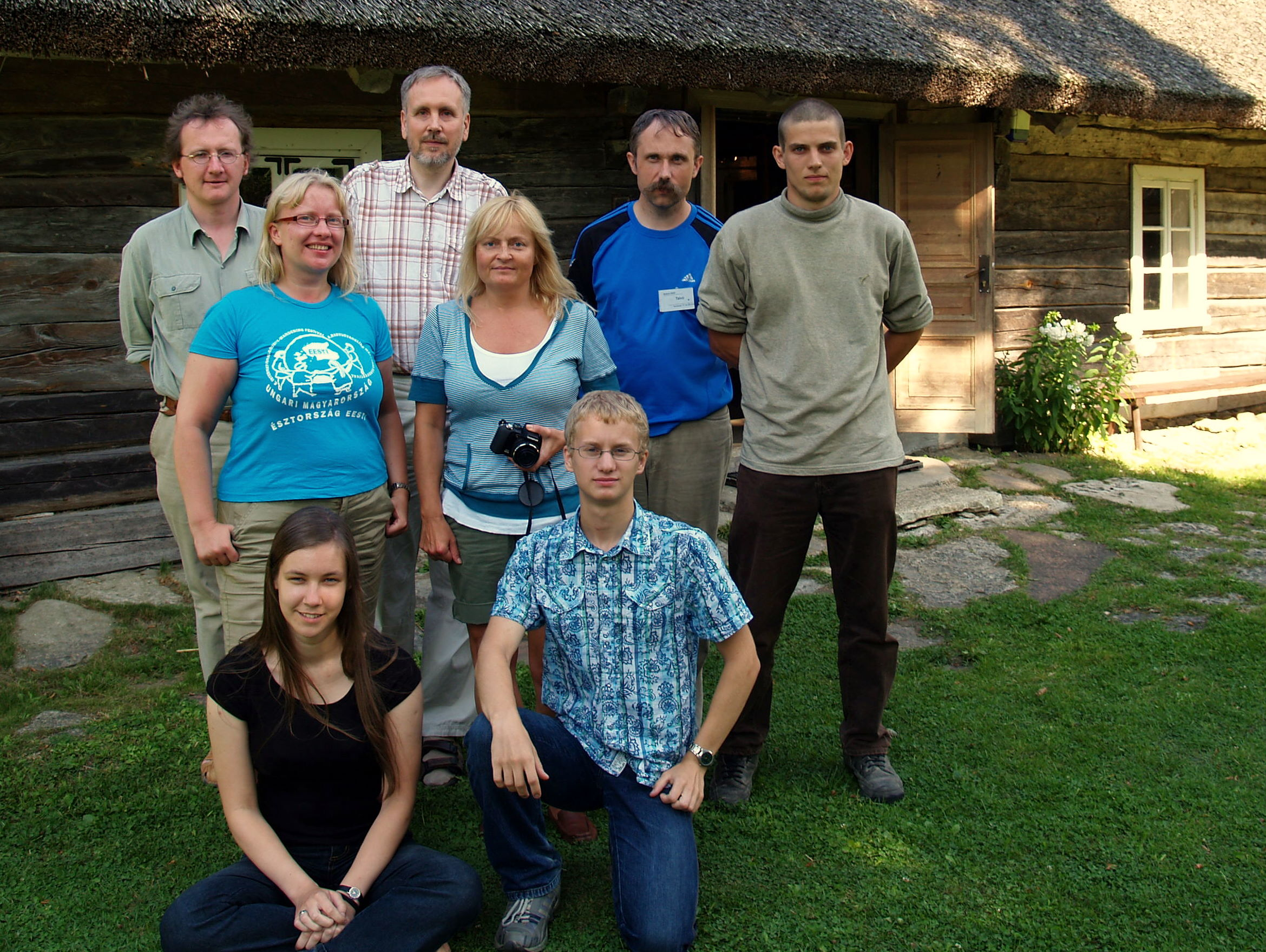
اللقاء الصيفي الأول لمجتمع ويكيبيديا الإستونية ( فيكي، 2009)
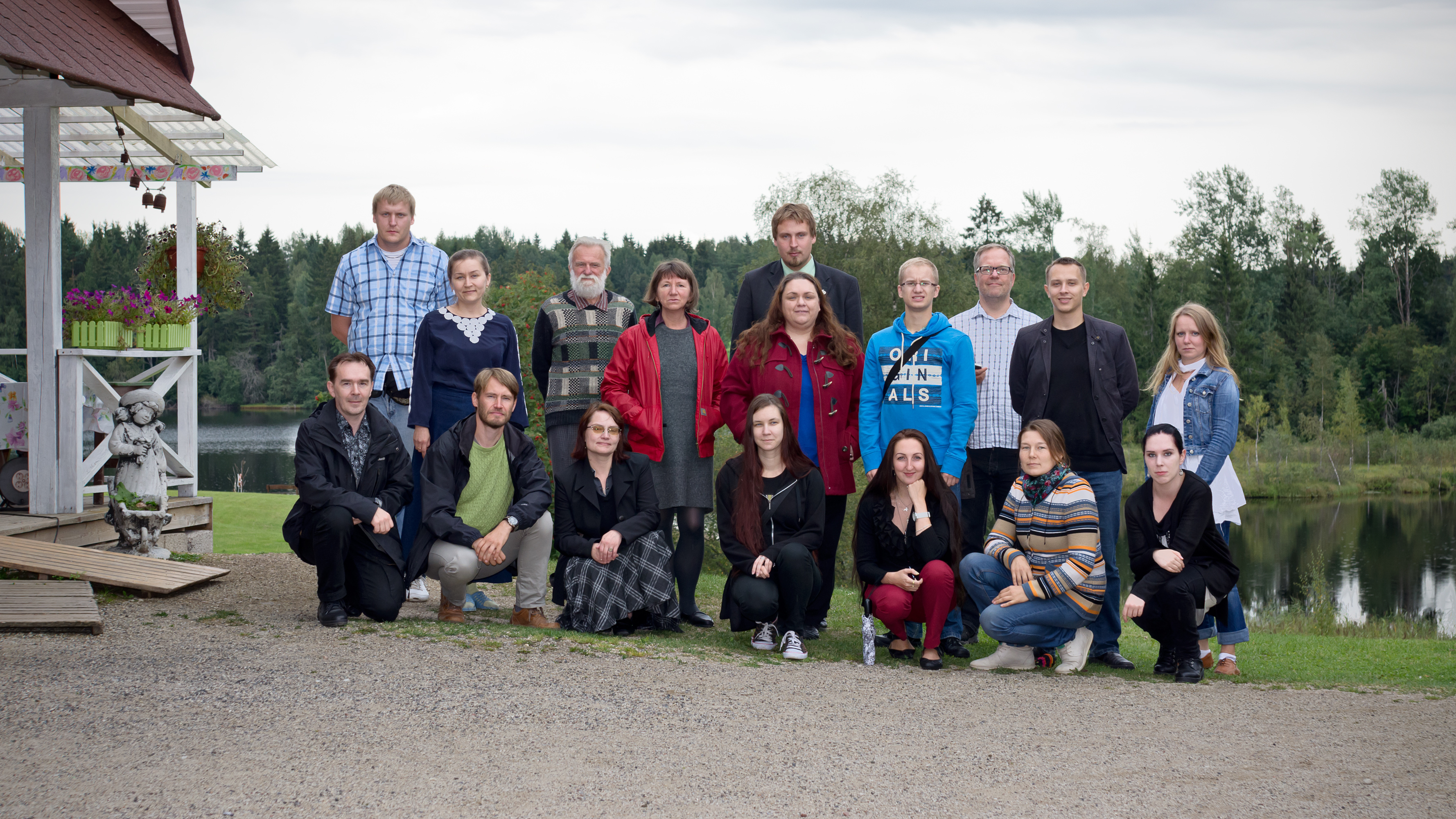
عقدة أول ندوة ويكي في عام 2014
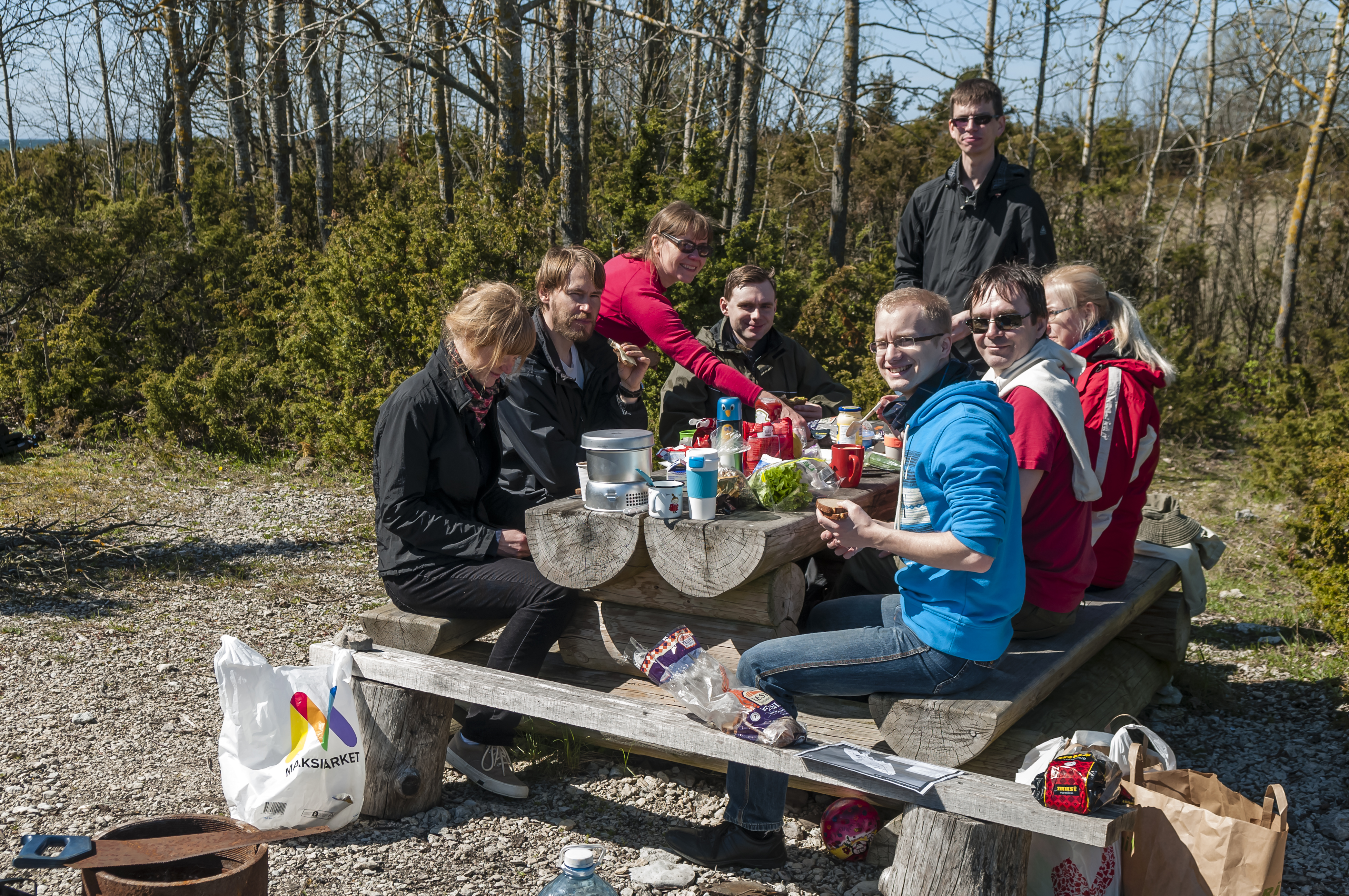
لقاء في أوسموسار، 2015